# Topiramate
Le topiramate est un médicament antiépileptique utilisé pour les épilepsies de type généralisée ou partielle. On le trouve, en France, sous le nom d'Epitomax et aux États-Unis, au Canada, au Royaume-Uni, en Australie et dans certains autres pays sous le nom de Topamax.
Il peut aussi être utilisé comme traitement préventif des crises de migraine.
Des études ont été aussi portées sur son utilité dans le traitement des effets induits par la kétamine, utilisé alors comme modèle de la schizophrénie.

## Chimie
Il s'agit d'un dérivé du D-fructose.

## Pharmacocinétique
La biodisponibilité est supérieure à 80 %, sans modification significative par les prises alimentaires. Sa demi-vie est d'environ 24 heures et l'excrétion est rénale. La phénytoïne et la carbamazépine diminuent de moitié sa demi-vie, imposant une augmentation des doses.

## Efficacité
- Épilepsie
Épilepsie de l'enfant et de l'adolescent. C'est sa première utilisation. Chez l'enfant, il est indiqué pour le traitement du syndrome de Lennox-Gastaut[réf. nécessaire].
- Migraines
Par ailleurs, il diminue notablement le nombre de crises migraineuses lorsqu'il est donné en traitement de fond [4].
- Trouble de la personnalité borderline
Trouble de personnalité borderline notamment instabilité de l'humeur. Cette indication est recommandée par une revue de la Collaboration Cochrane de 2010[5].
- Trouble bipolaire
Cependant cette indication est critiquée par une revue de la Cochrane qui conclut en une efficacité insuffisante[6].

## Utilisation expérimentale
Des études ont été aussi portées sur son utilité dans le traitement des effets induits par la kétamine, utilisé alors comme modèle de la schizophrénie,.

Molécule parfois utilisée dans le sevrage à la cocaïne (sous forme de chlorhydrate ou basée). Des études suggèrent son efficacité tandis que d'autres plus récentes semblent nuancer son efficacité dans son indication.

## Effets secondaires
Les plus fréquents sont les sensations de fourmillements (paresthésies présents dans la moitié des cas et conduisant à l'arrêt du traitement dans un peu moins d'un cas sur 10) et une perte assez importante de poids durant le traitement.
L'ANSM met en garde contre la tératogénicité du topiramate : les femmes enceintes sont exposées à un risque 3 fois plus grand de malformations du fœtus, notamment des becs-de-lièvre ou des hypospadias. Par ailleurs des cas de troubles neurodéveloppementaux sont rapportés. Un registre scandinave montre une augmentation du risque du trouble du spectre autistique qui n'a cependant pas été retrouvé dans un registre américain. L'ANSM modifie alors les conditions de prescription mentionnant que le risque observé de malformations majeures s’élève jusqu’à 8,2 %, ainsi qu'un risque de survenue de troubles du spectre autistique qui se situe entre 2 et 6 %, enfin un risque de survenue d’une déficience intellectuelle qui situe entre 1 et 8 %.